# Hrehory Szapka Chotolski
Hrehory Szapka Chotolski herbu Lubicz IV – uczestnik wojny z Carstwem Rosyjskim.
W czasie wojny polsko-rosyjskiej 1654-1667 dostał się do niewoli rosyjskiej. W 1655 roku podpisał laudum sejmiku zesłanej szlachty województwa witebskiego w Kazaniu.